# Radykalni Republikanie

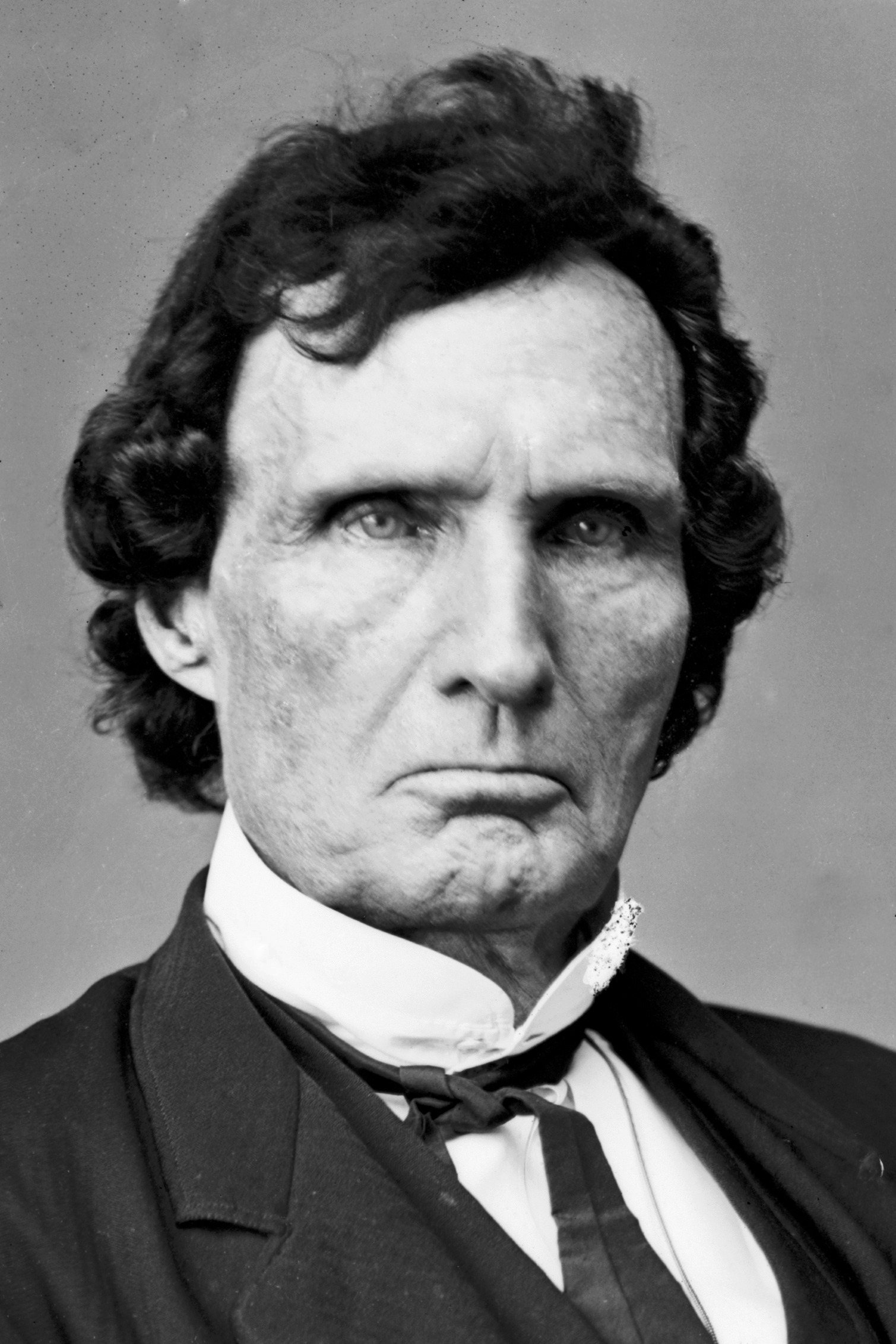
Thaddeus Stevens, współzałożyciel Radykalnych Republikanów

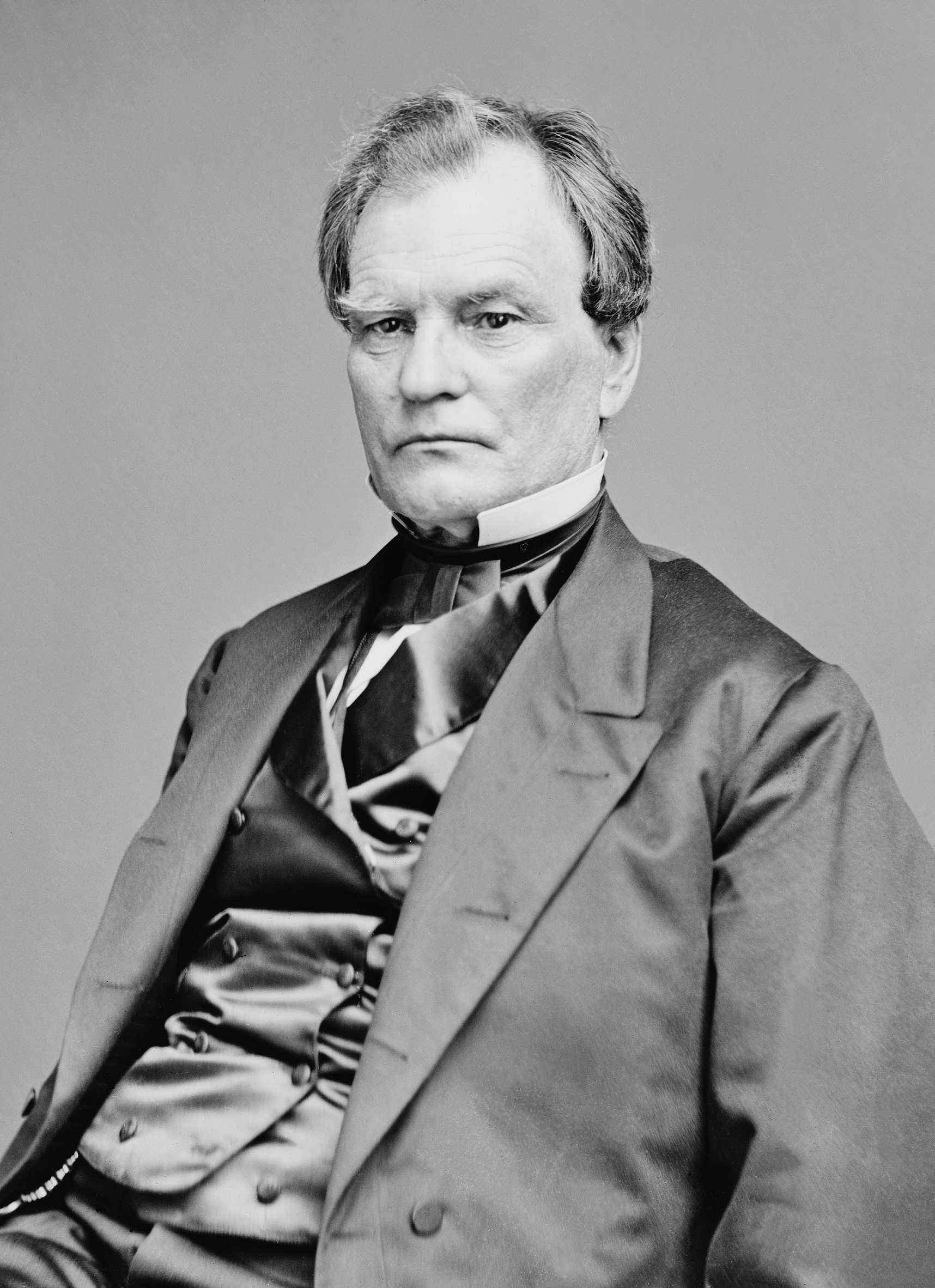
Benjamin Wade, współzałożyciel Radykalnych Republikanów

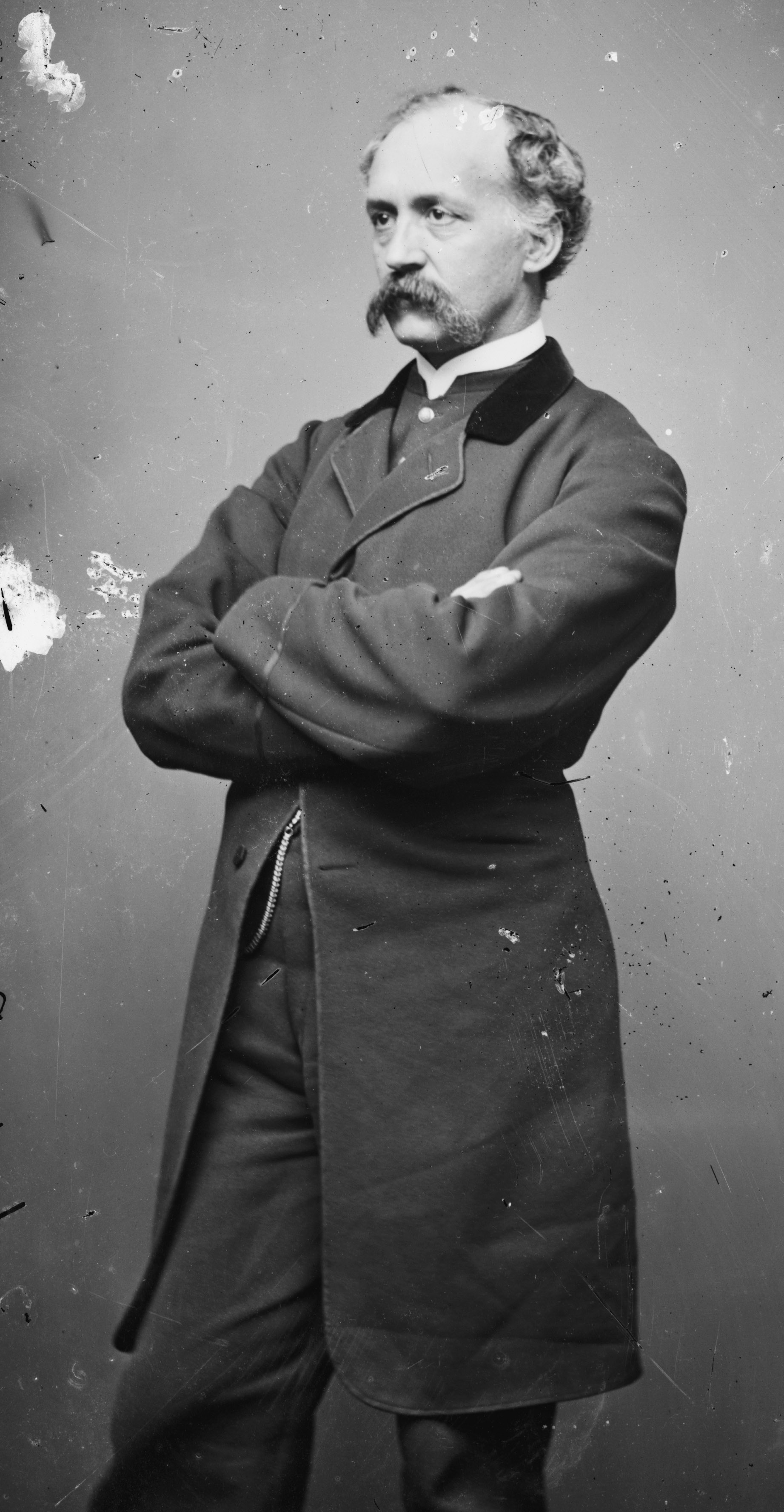
Henry Winter Davis, współzałożyciel Radykalnych Republikanów

Radykalni Republikanie (ang. Radical Republicans) – frakcja wyłoniona z Partii Republikańskiej w Stanach Zjednoczonych, która przez pewien okres funkcjonowała jako oddzielna partia polityczna. Działalność Radykalnych Republikanów przypada na lata 1858–1877.

## Historia
Skrzydło zaczęło się formować w Partii Republikańskiej po wyborach do Kongresu w 1858 roku. Ich priorytetem było zniesienie niewolnictwa bez wypłacania odszkodowań dla właścicieli niewolników. W czasie wojny secesyjnej naciskali na dymisję generała George’a McClellana i zachęcali do tworzenia oddziałów złożonych z czarnoskórych żołnierzy. Krytykowali prezydenta Abrahama Lincolna, twierdząc że nie wykazuje on wystarczającego zdecydowania w sprawie abolicjonizmu. W 1864 roku Lincoln przedstawił plan łagodnej rekonstrukcji kraju, który zakładał wykluczenie tylko najzagorzalszych secesjonistów z legislatur stanowych i przywrócenie stanów konfederackich do Unii pod kontrolą prezydenta. Ponadto zażądał przysięgi lojalności Unii tylko od 10% elektoratu stanowego. Radykalni Republikanie przedłożyli wówczas kontrpropozycję, autorstwa Benjamina Wade’a i Henry’ego Wintera Davisa, która zakładała znacznie dalej posunięte wykluczenia z legislatur i wymóg większościowej przysięgi lojalności zbuntowanych stanów. Prezydent odrzucił projekt ustawy, co doprowadziło do odcięcia się skrzydła radykałów od ośrodka władzy wykonawczej.

## Działalność
Przed wyborami prezydenckimi w 1864 roku radykałowie odmówili nominacji Lincolnowi i wsparli kandydaturę Johna Frémonta. Po zabójstwie Lincolna władzę objął Andrew Johnson i radykałowie zaczęli domagać się przyznania czynnych i biernych praw wyborczych Afroamerykanom. Gdy prezydent przedstawił swój plan rekonstrukcji Południa, skrzydło radykalnych republikanów wypowiedziało mu posłuszeństwo, bowiem chcieli traktować dawne stany konfederackie jako ziemie podbite i wprowadzać tam zarząd wojskowy. Ponadto opóźniali powrót kongresmanów z Południa do izb Kongresu. Powołali Komitet Piętnastu (dziewięciu kongresmanów i sześciu senatorów), mający zapewnić kontrolę nad rekonstrukcją władzy ustawodawczej, by lepiej chronić interesów czarnych Południowców. W wyborach do Kongresu w 1866 roku radykałowie uzyskali znaczną przewagę, zdolną do odrzucenia weta prezydenckiego. Sprzeciwiając się polityce Johnsona, intensywnie zabiegali o złożenie go z urzędu. W latach 1867–1868 doprowadzili do tymczasowego uchwalenia Military Reconstruction Act (przywracający stan wojenny w dawnych stanach konfederackich) oraz ochraniali Biuro do Spraw Wyzwoleńców. Przed wyborami prezydenckimi w 1868 roku udzielili stanowczego poparcia Ulyssesowi Grantowi, pomimo że generał nie był radykałem. Afery korupcyjne w otoczeniu prezydenta i powstanie Ku Klux Klanu oraz Knights of the White Camelia spowodowały zmniejszenie popularności Radykalnych Republikanów i utratę miejsc w obu izbach władzy ustawodawczej w wyborach w 1870 roku. Poza kwestią niewolnictwa, ich poglądy na temat systemu walutowego, reformy rynku pracy i protekcjonizmu były podzielone. Ich grupa straciła na znaczeniu na początku lat 70. XIX wieku, a całkiem zanikła pod koniec rekonstrukcji w 1877 roku. Do głównych działaczy frakcji należeli także Henry Wilson, Salmon Chase, Joshua Reed Giddings, Owen Lovejoy, Zachariah Chandler, Charles Sumner, Benjamin Butler i Thaddeus Stevens.
| Wybory prezydenckie | Kandydat     | Głosy powszechne | Głosy elektorskie |
| ------------------- | ------------ | ---------------- | ----------------- |
| 1864                | John Frémont | 0                | 0                 |

| Wybory do Izby Reprezentantów | Liczba mandatów |
| ----------------------------- | --------------- |
| 1862                          | 2               |
| 1864                          | 1               |
| 1866                          | 1               |
| 1870                          | 1               |
| 1874                          | 3               |

| Wybory do Senatu | Liczba mandatów |
| ---------------- | --------------- |
| 1874             | 1               |